# Griffin Yow
Griffin McDorman Yow (* 25. September 2002 in Clifton, Virginia) ist ein US-amerikanischer Fußballspieler.

## Karriere

### Verein
Aus der Akademie von DC United ging er im März 2019 in den Kader der ersten Mannschaft über, wurde jedoch zunächst an Loudoun United in die USL Championship weitergegeben, welche Eigentum von DC United sind. Dort kam er in der Spielzeit zu 15 Einsätzen und erzielte drei Tore. Währenddessen stand er auch schon für sein Hauptteam DC United in der MLS im Kader und gab hier am 21. April 2019 sein Debüt bei einer 0:2-Niederlage gegen den New York City FC, bei der er in der 90.+2. Minute für Paul Arriola eingewechselt wurde. Danach kam er in der laufenden Saison ein weiteres Mal im Juli zum Einsatz. In der Spielzeit 2020 gehörte er fest zum MLS-Kader und kam nur noch sehr selten für Loudoun zu Spielzeit. Über den Status eines Einwechselspielers kam er in DC nie hinaus.
Im Juli 2022 wechselte er zum KVC Westerlo in die belgische Division 1A. Hier kam er in der Saison 2022/23 erst in den Play-offs ab Mai 2023 zu Einsätzen und bestritt damit 5 von 40 möglichen Ligaspielen. Nach einem verspäteten Saisoneinstieg 2023/24 aufgrund einer Knieverletzung wurde er ab Oktober 2023 eingesetzt und kam dann auf 28 von 40 möglichen Ligaspielen mit sieben geschossenen Toren und einem Pokalspiel. Zudem  bereitete er sieben weitere Tore vor.
In der nächsten Saison waren es 33 von 40 möglichen Ligaspielen, in denen er acht Tore schoss, sowie zwei Pokalspiele. Bei zwei Ligaspielen fehlte er aufgrund seiner Teilnahme an den Olympischen Spielen 2024.

### Nationalmannschaft
Im Oktober 2018 debütierte Yow in der US-amerikanischen U17 und nahm mit dieser  an der CONCACAF Meisterschaft 2019 teil, bei der er mit seinem Team das Finale gegen Mexiko verlor. Er erzielte bei dieser Partie das einzige Tor seiner Mannschaft. Insgesamt schoss er für seine Mannschaft bei dem Turnier vier Tore und gab einen Assist. Yow war auch im Kader bei der Weltmeisterschaft 2019, bei der er mit seinen Mitspielern bereits in der Gruppenphase mit nur einem Punkt ausschied.
Seit März 2024 kommt Yow für die U23 zum Einsatz.